# Drosophila turbata
Drosophila turbata är en tvåvingeart som beskrevs av Elmo Hardy och Kaneshiro 1969. Drosophila turbata ingår i släktet Drosophila och familjen daggflugor.
Artens utbredningsområde är Hawaii.